# Ngadiluwih (Ngadiluwih)
Ngadiluwih is een bestuurslaag in het regentschap Kediri van de provincie Oost-Java, Indonesië. Ngadiluwih telt 5677 inwoners (volkstelling 2010).